# Инферно (фильм, 1997)
«Инферно» (англ. Inferno) — боевик 1997 года, главную роль в котором сыграл Дон Уилсон.

## Сюжет
Спецагент Интерпола Кайл Коннорc теряет своего лучшего друга-напарника. В поисках его убийц Коннорс едет в Индию. Здесь он выходит на след преступника, но, к своему ужасу, обнаруживает, что тот работает на мистера Тревора, который и является его покойным другом.